# Сокровище из Феттерсфельде

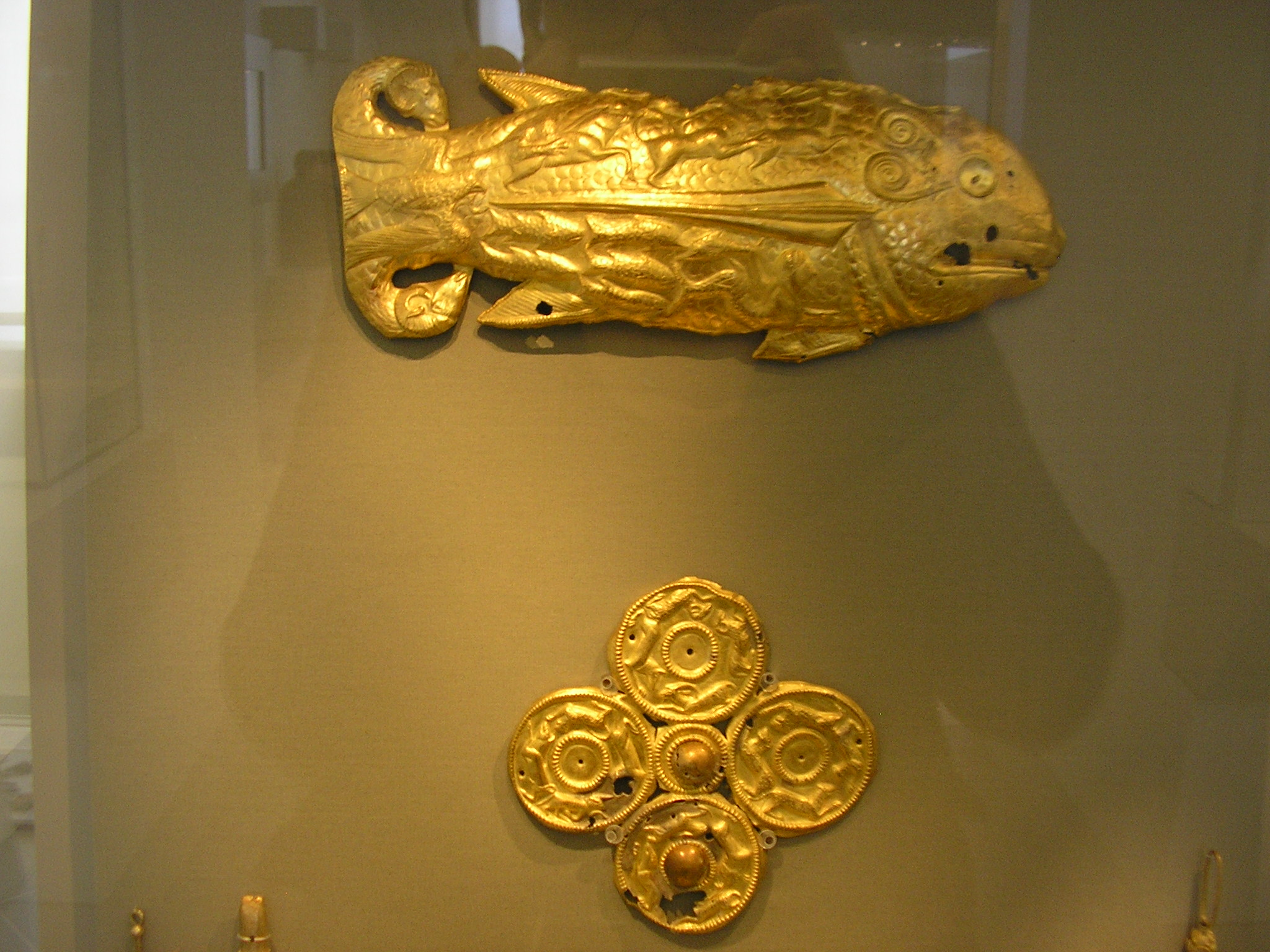
Два предмета из Феттерсфельдской находки: золотая рыба с узором и плавниками в виде бараньих рогов, ниже округлые золотые пластины (фалера) с рисунком в виде горных коз

Золотой клад из Феттерсфельде (нем. Goldschatz von Vettersfelde) - сокровище, найденное в 1882 году случайно близ местечка Феттерсфельде, земельный округ Губен, Германская Империя (ныне Витажково, Польша). Ныне хранится в экспозиции Старого музея в Берлине (Altes Museum, Berlin). 

## Находка
Драгоценности были найдены 5 октября 1882 года одним из местных крестьян проведении дренажных работ на поливных и обводных водных каналах по краям его поля, проводимых при помощи плуга. Первоначально крестьянин не разобрал ценности находок, которые были сильно загрязнены. Через два дня, вернувшись к месту своей работы
и продолжив копать, он обнаружил золотые предметы и оружие, обмытые прошедшими накануне дождями. В результате найденные вещи попали во владение местного помещика, Генриха фон Шёнайх-Каролат. 22 января 1883 года принц фон Шёнайх-Каролат сокровище продал за 6.000 рейхсмарок антикварному отделу Королевского музея в Берлине, где оно в настоящее время и находится.

## Археология
Сразу же после распространения известий о находке к месту обнаружения сокровища прибыли частные любители поиска кладов, и в их числе один из местных ювелиров. Они продолжили копать, и обнаружили остатки древней плавильной печи, различные глиняные сосуды и на некотором отдалении мостовую из плиток. В связи с тем, что среди копателей не было специалистов-археологов, они в значительной степени нарушили первоначальное расположение предметов и идентификацию их владельцев. Выяснено, тем не менее, что в месте хранения этих сокровищ в древности произошёл пожар, ни что указывают следы на отдельных вещах, в том числе на курамических сосудах. В связи с этим вначале было решено, что данные следы и находки являются следом трупосоженния, отнако при дальнейших раскопках, человеческие останки обнаружены не были.
В 1920 году на месте находки сокровища были проведены новые изыскания под руководством Карла Шухардта, директора отдела первобытной истории берлинского Этнографического музея. В 1928 году находки из Феттерсфельде были идентифицированы, как относящиеся к скифской культуре. В 2001 по 2004 год в этой местности проводились новые раскопки уже от польской академии наук, при которых было окончательно доказано, что в данном случае речь идет об остатках древнего поселения.

## Сокровище
В данном случае речь идёт о находке, состоящей из золотых украшений, предметов домашнего обихода и оружия. В первую очередь это декоративная выполненная золотая рыба длиной в 41 сантиметр и весом в 608 грамм. Часть золотых находок идентифицируется как составная доспехов скифского князя, хранящихся в Берлине, и произведённых около 500 года до н.э. К сожалению, часть мелких золотых изделий этого клада была нашедшим их крестьянином проданы в частные руки и заем переплавлены для получения золота. Золотая рыба, украшенная резьбой на звериные мотивы, как установлено учёными, в прошлом украшала лицевую сторону щита и была древнегреческой работы. На греческое происхождение ювелирных изделий указывает наличие на них изображения Тритона, «пастуха рыб» в древнегреческой мифологии и частый мотив на художественных греческих изделиях той эпохи.
Другой крупной вещью из клада является золотая фалера, также с рисунком на звериные мотивы, ранее защищавшая грудную часть кожаного боевого панциря. Возможно также, эта фалера украшала чей-либо колчан со стрелами. В клад также входила золотая рукоятка меча, искусно украшенная резьбой и эмалью, ножны меча, 29 -сантиметровое лезвие, окованное золотом точило, золотая цепь, золотой цилиндр, золотая манжета и золотой браслет с украшением в виде головы змеи, а также золотая подвеска из 23 -каратного золота. Считаются утерянными: ещё одна золотая подвеска в виде листка клевера, массивное золотое нашейное кольцо диаметром в 21 сантиметр и эмалированная посуда.

## Галерея

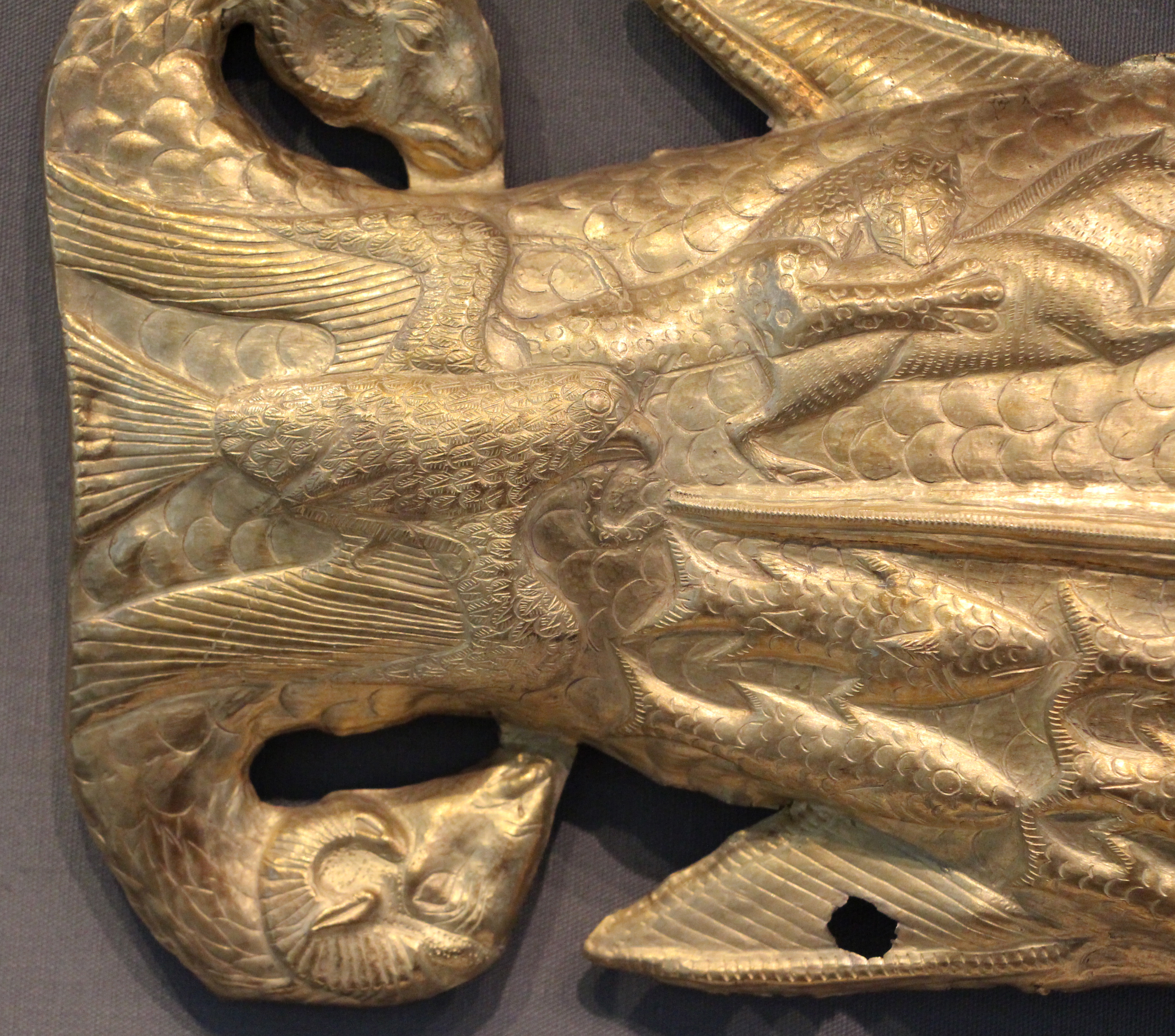
Птица с головой овена.
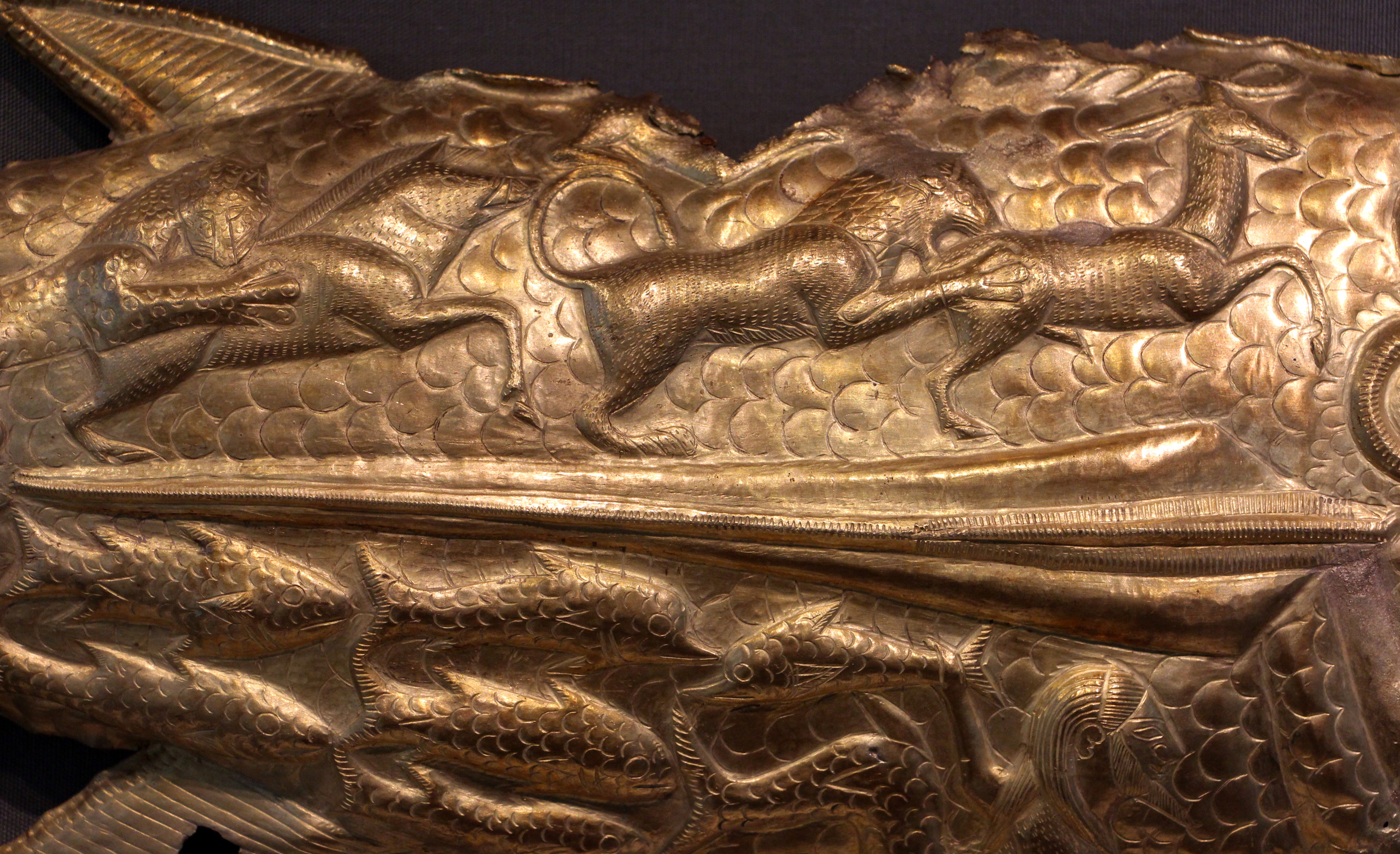
Сцена схватки зверей.
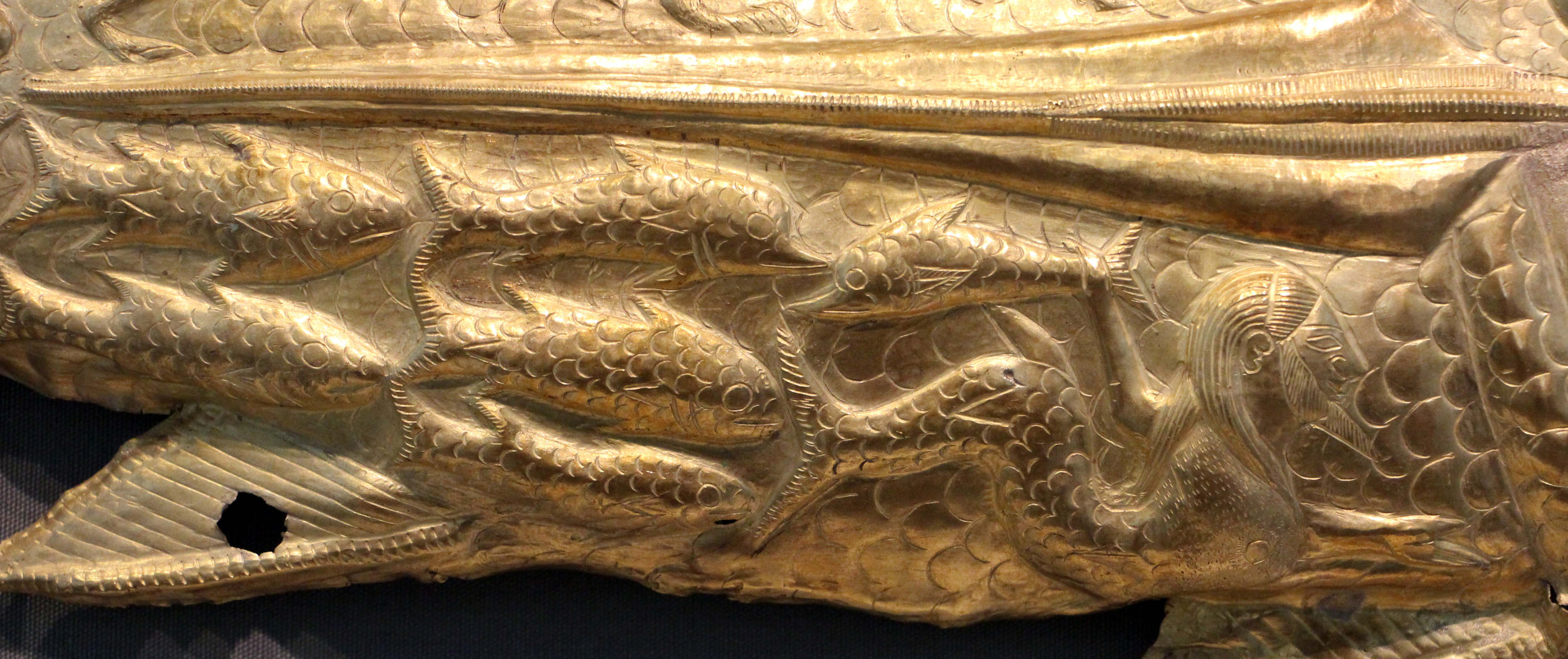
Рыбы и Тритон.
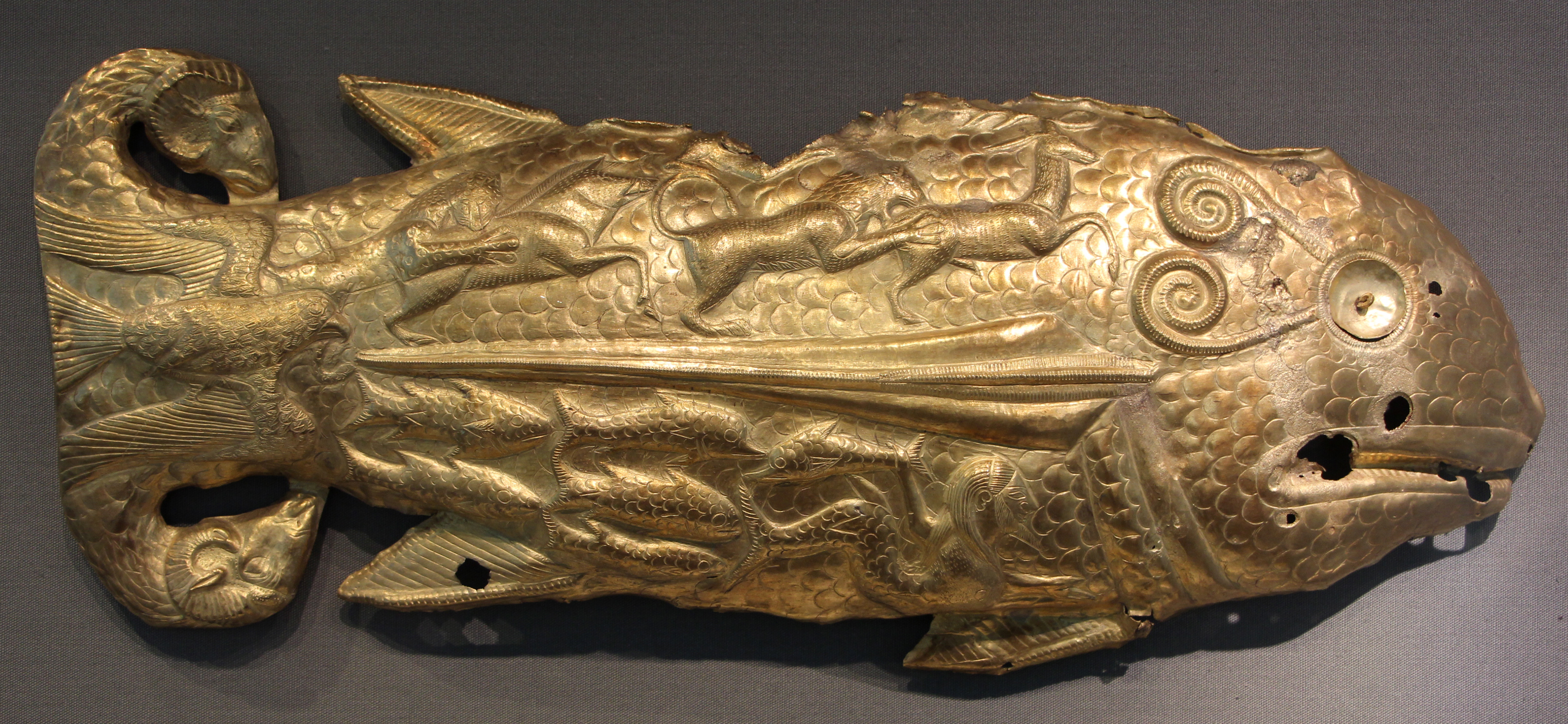
Золотая рыба.
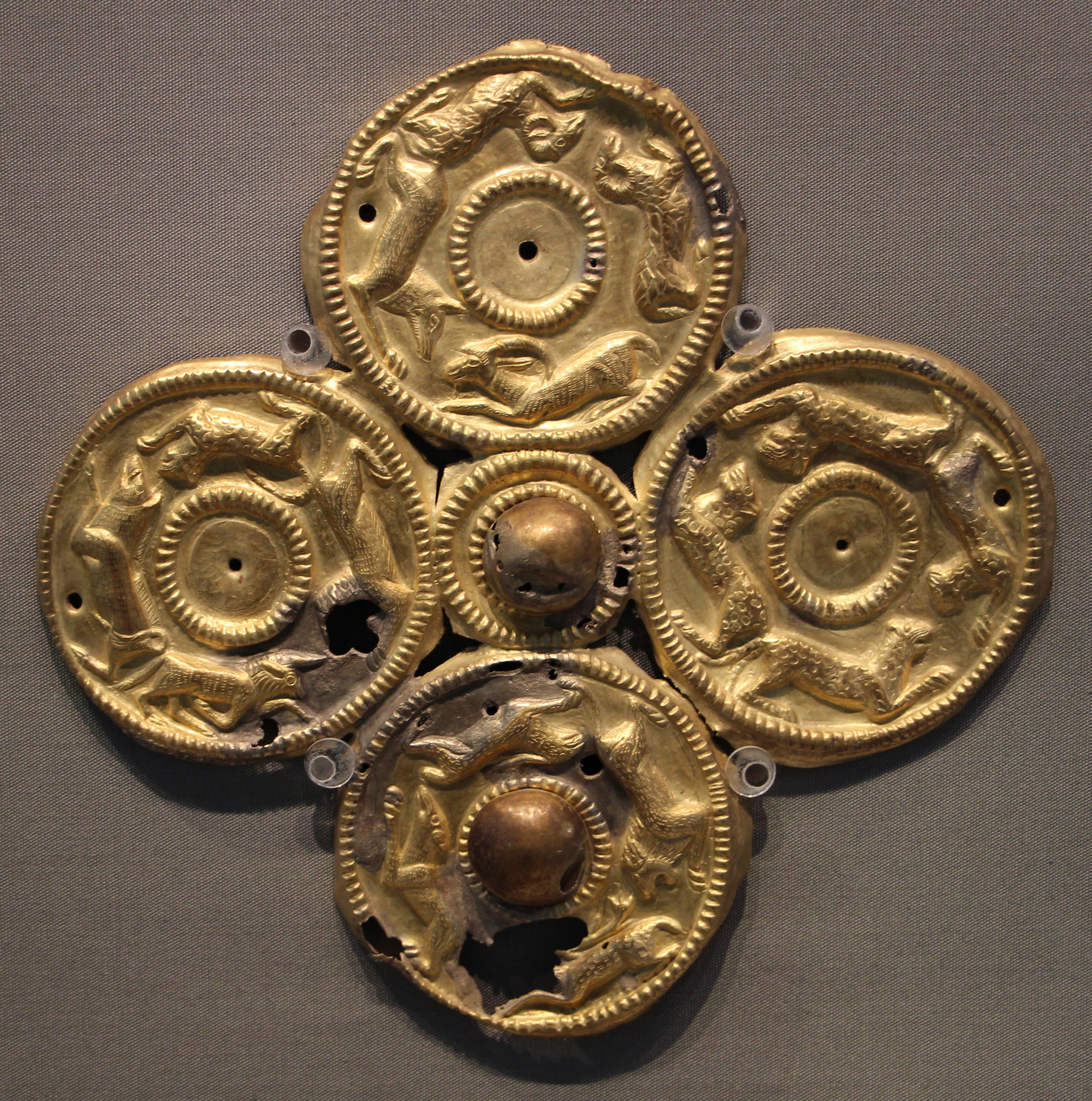
Фалера.

### Изучение находки
Находка представлялась как подношения при похоронном обряде одного из скифских князей при его тропосожжении. Наличие скифов в этой местности в V столетии до н.э. было подтверждено многочисленными находками наконечников стрел скифского происхождения.